# Camassia quamash
Camassia quamash, (Pursh) é uma espécie do género botânico Camassia pertencente à família Agavaceae. É uma herbácea perene monocotiledónea, nativa do oeste da América do Norte.
O nome quamash provém do nome dado ao bolbo da planta pelos ameríndios Nez Perce. Os Nez Perce, os Cree e os Blackfoot utilizavam o bolbo como alimento, cozido ou assado. O fruto contém muitos grãos negros. Os bolbos desta planta contribuíram para a sobrevivência dos membros da expedição de Lewis e Clark (1804-1806).
É presentemente usada também como planta ornamental.